# Певокі (Нью-Мексико)
Певокі (англ. Pojoaque) — переписна місцевість (CDP) в США, в окрузі Санта-Фе штату Нью-Мексико. Населення — 2071 особа (2020).

## Географія
Певокі розташоване за координатами 35°53′46″ пн. ш. 106°0′38″ зх. д. / 35.89611° пн. ш. 106.01056° зх. д. (35.896198, -106.010471).  За даними Бюро перепису населення США в 2010 році переписна місцевість мала площу 11,31 км², уся площа — суходіл.

## Демографія
Згідно з переписом 2010 року, у переписній місцевості мешкало 1907 осіб у 807 домогосподарствах у складі 472 родин. Густота населення становила 169 осіб/км².  Було 873 помешкання (77/км²).
Расовий склад населення:
| - 50,2 % — білих - 17,8 % — корінних американців - 0,8 % — чорних або афроамериканців - 0,4 % — азіатів - 0,1 % — вихідців з тихоокеанських островів - 25,7 % — осіб інших рас |

До двох чи більше рас належало 5,0 %. Частка іспаномовних становила 67,9 % від усіх жителів.
За віковим діапазоном населення розподілялося таким чином: 27,6 % — особи молодші 18 років, 61,8 % — особи у віці 18—64 років, 10,6 % — особи у віці 65 років та старші. Медіана віку мешканця становила 34,5 року. На 100 осіб жіночої статі у переписній місцевості припадало 98,4 чоловіків;  на 100 жінок у віці від 18 років та старших — 95,5 чоловіків також старших 18 років.
Середній дохід на одне домашнє господарство  становив 62 367 доларів США (медіана — 49 250), а середній дохід на одну сім'ю — 68 525 доларів (медіана — 55 469). Медіана доходів становила 40 119 доларів для чоловіків та 37 083 долари для жінок. За межею бідності перебувало 14,9 % осіб, у тому числі 21,0 % дітей у віці до 18 років та 7,9 % осіб у віці 65 років та старших.
Цивільне працевлаштоване населення становило 1054 особи. Основні галузі зайнятості: мистецтво, розваги та відпочинок — 22,5 %, науковці, спеціалісти, менеджери — 18,9 %, освіта, охорона здоров'я та соціальна допомога — 17,7 %.